# Гогонасус
Gogonasus (лат. Gogonasus — «морда» з Гоугоу) —  лопатепера риба, мешкала 380 000 000 років тому (пізній Девонський період ). Знайдена в формації Гоугоу (регіон Кімберлі, Західна Австралія). Деякі особливості скелета роблять її схожою на тетраподів. Gogonasus мав внутрішнє вухо, будова плавців показує наявність кісток-попередників передніх кінцівок. Вважається, що ця риба могла вилазити на кораловий риф для полювання на здобич.

## Ресурси Інтернета
- Ancient Gogonasus advances evolution, Museum Victoria.
- Photographs and x-ray micro-tomography animation of Gogonasus from ANU
- Gogonasus andrewsae by PZ Myers
- Ancient Fish Fossil May Rewrite Story of Animal Evolution [Архівовано 11 лютого 2012 у Wayback Machine.] (National Geographic)